# Онопрієнко Олександр Валерійович
Олекса́ндр Вале́рійович Онопріє́нко (9 квітня 1988, м. Київ — 30 січня 2015, м. Дебальцеве) — старший солдат Збройних сил України, учасник російсько-української війни.

## Життєпис
Народився в місті Київ, з 12 років проживав у селі Марківці. Після закінчення школи працював на київській меблевій фабриці.
Мобілізований 28 квітня 2014 року, стрілець 3-го відділення 2-го взводу 1-ї мотопіхотної роти, 13-й окремий мотопіхотний батальйон «Чернігів-1». З вересня 2014-го у складі батальйону перебував у зоні бойових дій.
30 січня 2015-го зазнав смертельного вогнепального поранення в шию — під час прямування підрозділу за маршрутом Дебальцеве — Луганське.
Похований у селі Марківці.

## Нагороди та вшанування
- Указом Президента України № 103/2016 від 21 березня 2016 року, «за особисту мужність і високий професіоналізм, виявлені у захисті державного суверенітету та територіальної цілісності України, вірність військовій присязі», нагороджений орденом «За мужність» III ступеня (посмертно)[1].
- В травні 2015 року на будівлі Марківецької загальноосвітньої школи відкрито пам'ятну таблицю[2].
- Вшановується в меморіальному комплексі «Зала пам'яті», в щоденному ранковому церемоніалі 30 січня[3][4].